# Jakub Veselý
Jakub Veselý (Šternberk, 2 settembre 1986) è un pallavolista ceco.
Gioca nel ruolo di centrale nel Volejbalový Klub Dukla Liberec.

## Carriera
La carriera inizia a livello giovanile nello Sportovní Klub Univerzity Palackého v Olomouci, debutta poi a livello professionistico nel 2003 col Volejbalový Klub Dukla Liberec, col quale gioca per cinque stagioni e si aggiudica due volte la Coppa della Repubblica Ceca. Nel 2007 debutta nella nazionale ceca. Dalla stagione 2008-09 alla stagione 2010-11 gioca per l'Arago de Sète Volley-Ball, nel massimo campionato francese.
Nelle stagioni 2011-12 e 2012-13 gioca nella Serie A1 italiana, vestendo rispettivamente le maglie del Piemonte Volley e della Pallavolo Modena. Nella stagione 2013-14 passa al Klub Sportowy AZS Częstochowa Sportowa, nella PlusLiga polacca.
Nell'annata 2014-15 è al Saint-Nazaire Volley-Ball Atlantique, nella Ligue A francese. Ritorna in patria per la stagione 2015-16 a seguito dell'ingaggio del Volejbalový Klub Benátky nad Jizerou, in Extraliga, categoria dove milita anche nella stagione seguente con la squadra di Liberec.

## Palmarès

### Club
- Coppa della Repubblica Ceca: 2

2006-07, 2007-08

### Nazionale (competizioni minori)
- Memorial Hubert Wagner 2011